# 14425 Fujimimachi
14425 Fujimimachi este un asteroid din centura principală de asteroizi.

## Descriere
14425 Fujimimachi este un asteroid din centura principală de asteroizi. A fost descoperit pe 13 octombrie 1991 la Nyukasa de Masanori Hirasawa și Shohei Suzuki. Asteroidul prezintă o orbită caracterizată de o semiaxă mare de 2,18 ua, o excentricitate de 0,23 și o înclinație de 5,8° în raport cu ecliptica.